# Actiumbogen

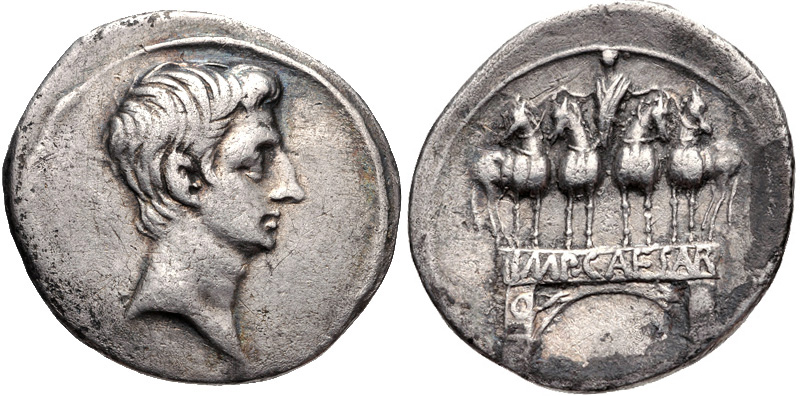
Römischer Denar, geprägt wohl 29 v. Chr. mit Darstellung des Actiumbogens (?), RIC² I, 267

Der Actiumbogen war ein römischer Ehrenbogen, der für Octavian, den späteren Augustus, anlässlich seines Triumphes im Jahr 29 v. Chr. auf dem Forum Romanum in Rom errichtet wurde. Seine Lokalisierung ist bislang nicht gelungen.

## Anlass
Im Jahr 32 v. Chr. gelang es Octavian, die innenpolitischen Auseinandersetzungen mit seinem Mittriumvirn Marcus Antonius durch den römischen Senat zu einem äußeren Konflikt mit dem Ägypten Kleopatras erklären zu lassen. Ägypten wurde der Krieg erklärt, Octavian zum dux Italiae, dem Führer Italiens, erklärt und mit der Kriegsführung beauftragt. Der Ptolemäische Krieg dauerte von 32 bis 30 v. Chr. und endete in der für Octavian siegreichen Schlacht bei Actium im Jahr 31 v. Chr. und der Einnahme Alexandrias, die zum Selbstmord von Marcus Antonius und Kleopatra führte, im Jahr 30 v. Chr. Das nun herrscherlose Ägypten wurde zur römischen Provinz erklärt.
Octavian hatte damit nicht nur den Kampf um die Alleinherrschaft als Basis für die Schaffung einer neuen Staatsordnung gewonnen, sondern auch die Grundlage für die Lösung der wirtschaftlichen Probleme, die die jahrelangen Auseinandersetzungen mit sich gebracht hatten. Nicht nur, dass rund 70.000 Legionäre entlassen und zu Bauern gemacht werden konnten, auch die ungeheuren Getreidemengen Ägyptens standen nun zur Versorgung Roms zur Verfügung. Der Senat ehrte Octavian dadurch, dass er ihm einen Triumph für den Sieg bei Actium, offiziell über Kleopatra, und einen Triumph für den Sieg über Ägypten gewährte.
Im Jahr 29 v. Chr. beging Octavian einen dreifachen Triumph, und zwar am 13. August den bereits früher vom Senat gewährten „über die Dalmater“ (de Delmatis), am 14. „wegen Actium“ (ex Actio) und am 15. August „wegen Ägypten“ (ex Aigypto). Die Dramaturgie dieser dreitägigen Veranstaltung kulminierte in dem Triumphzug über Ägypten, in dem außer der beweglichen Beute auch die Kinder Kleopatras, Alexander Helios und Kleopatra Selene, vorgeführt wurden. Mit dem dreifachen Triumph stellte er eine direkte Beziehung zur Sieghaftigkeit des Romulus her, der als erster drei Triumphe feierte, was seit dem Ende der etruskischen Königsherrschaft nur Pompeius gelungen war. Zu den vielen Ehrungen, die Augustus zu diesem Anlass erhielt, zählten auch ein von Trophäen bekrönter Bogen in Brundisium, ein weiterer auf dem Forum Romanum.

## Lokalisierung
Die Lokalisierung des Actiumbogens auf dem Forum Romanum ist seit über 130 Jahren Gegenstand der wissenschaftlichen Diskussion. Eine allseits akzeptierte Lösung konnte bislang nicht vorgelegt werden. Grundlage des Problems ist die Tatsache, dass der römische Senat im Jahr 20 v. Chr. beschloss, Octavian, mittlerweile Augustus, für die Rückerlangung der 53 v. Chr. unter Marcus Licinius Crassus an die Parther verlorenen Feldzeichen mit einem weiteren Bogen und einem kleinen Triumph, einer ovatio, zu ehren. Dieser Partherbogen war laut einem Scholion zu Vergil mit die Taten des Augustus darstellenden Niken geschmückt und stand „unmittelbar neben dem Tempel des Divus Iulius“, der heute besser unter dem Namen „Caesartempel“ bekannt ist.

### Münzbilder

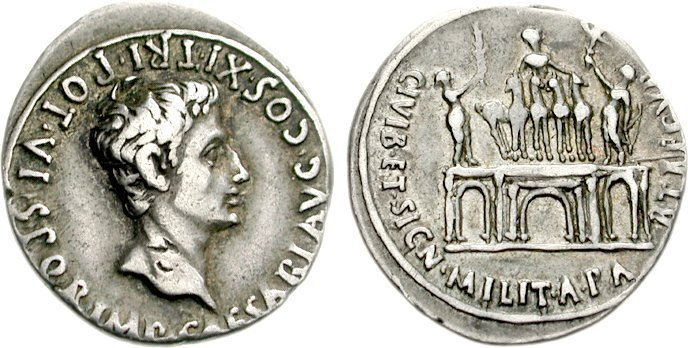
Denar, 18 v. Chr. aus Tarraco, Darstellung des Partherbogens, RIC² I, 136

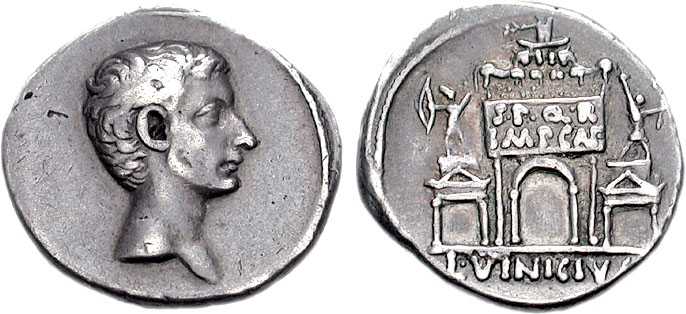
Denar des L. Vinicius, 16 v. Chr., Darstellung des Partherbogens (?), RIC² I, 359

Die Münzbilder der Jahre 29 bis 16 v. Chr. geben verschiedene Bögen wieder, die mit jenen des Forums zu verbinden sind. Eine Emission zeigt einen eintorigen Bogen mit Quadriga und Wagenführer auf der Attika, die mit IMP.CAESAR beschriftet ist. Runde Bildfelder, imagines clipeatae, zieren die Bogenpfeiler. Da der 27 v. Chr. an Octavian verliehene Ehrentitel noch fehlt, werden die Münzen vor dieses Jahr datiert und allgemein auf den Bogen des Jahres 29 v. Chr. bezogen. Nicht ausgeschlossen werden kann jedoch die Möglichkeit, dass sich die Münzen auf einen vom Senat beschlossenen Bogen nach dem Seesieg Octavians bei Naulochos beziehen. Einige Münzserien aus den westlichen Provinzen zeigen einen dreitorigen Bogen, auf dessen Attika wiederum eine Quadriga mit Augustus, diesmal aber flankiert von Hosen tragenden Barbaren, die ihm die wiedergewonnenen Signa reichen, zu sehen ist. Die umlaufende Legende nennt Anlass, Augustustitel und die sechste Tribunizische Gewalt des Augustus, die er im Jahr 17/16 v. Chr. innehatte. Die Zuweisung an den Partherbogen ist unbestritten. Eine weitere Serie stammt von dem Münzmeister des Jahres 16 v. Chr. Lucius Vinicius. Sie stellt ein ganz gleichartiges Motiv wie die provinzialen Münzen dar, gibt die Seitendurchgänge jedoch nicht als Bögen, sondern flachgedeckt und von kleinen Giebeln bekrönt wieder. Die Attika trägt die Aufschrift S.P.Q.R. / IMP.CAE. Unklar ist, welcher Bogen dargestellt sein soll. Denn die Münzprägungen dieser Zeit, die im Zusammenhang mit den 17 v. Chr. gefeierten Ludi saeculares stehen und das neue „Goldene Zeitalter“ eröffnen, greifen bewusst auf Ereignisse vom Ende der Römischen Republik zurück: Philippi, Naulochos, Actium. In dem Zusammenhang ist eine Deutung des dargestellten Bogens als Actiumbogen möglich.

### Archäologischer Befund

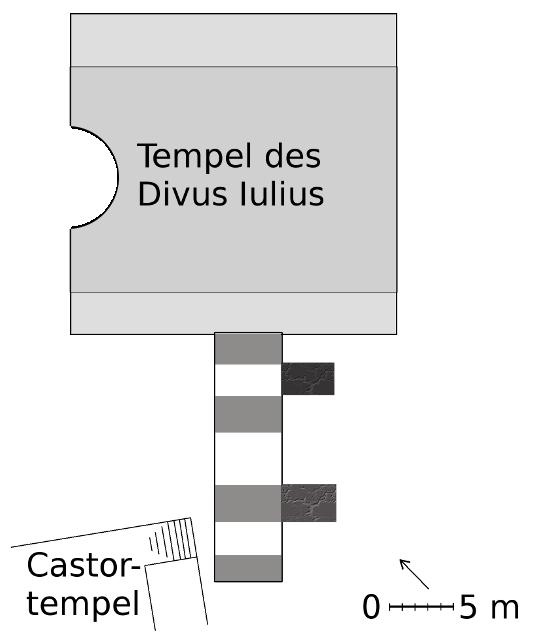
Situationsplan südlich des Caesartempels: Fundamente des dreitorigen Bogens, Fundamente von Gamberini Montgenet und Castortempel

Im Jahr 1888 untersuchte der Archäologe Otto Richter die Reste des Tempels für den Divus Iulius auf dem Forum Romanum und dokumentierte in dem Zusammenhang auch das sich dem Tempelfundament anschließende Gelände. Südlich des Tempels hatte er vier Pfeilerfundamente gefunden, deren nördlichstes direkt an die Tempelfundamente anschloss. Die Fundamentquadern des Tempels waren sogar leicht abgearbeitet worden, um Platz für den Anschluss des Pfeilerfundamentes zu gewinnen. In einer ersten Publikation der Ergebnisse verband er diese Fundamente mit dem Bogen qui est iuxta aedem divi Iulii, also dem Partherbogen. Den Actiumbogen vermutete er hingegen ohne Nachweis oder Anzeichen auf der Nordseite des Tempels. Als er die endgültigen Ergebnisse seiner Untersuchungen vorlegte, verwarf er diese Deutung, da ihm Abstand und Größe der Pfeilerfundamente zu den Darstellungen des Partherbogens nicht zu passen schienen. Stattdessen rekonstruierte er nun den Actiumbogen auf den Fundamenten und stützte sich hierfür auf die Vinicius-Emission des Jahres 16 v. Chr., die einen breiteren Mitteldurchgang zeigt.
Von 1950 bis 1952 untersuchte Riccardo Gamberini Montgenet den Bereich südlich des Tempels erneut, entfernte das Travertinpflaster in diesem Bereich und legte die Reste zweier Fundamente frei, unmittelbar östlich der bekannten Pfeilermonumente des dreitorigen Bogens. Er interpretierte sie als die Fundamente des Actiumbogens, den er den frühen Münzen folgend eintorig annahm. Für die Errichtung des Partherbogens sei der Actiumbogen niedergelegt worden, zumal er bereits kurz nach Fertigstellung beschädigt gewesen sei und durch komplizierte Stützmauern im weichen Grund gesichert werden musste.

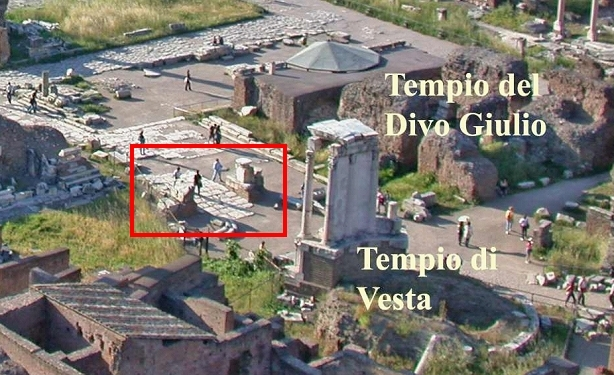
Reste des Bogens südlich des Caesartempels

Aufbauend auf diesen Ergebnissen kam Filippo Coarelli 1985 wieder auf die Vorstellungen von Otto Richter zurück. Die Vorgängerfundamente des dreitorigen Bogens südlich des Caesartempels deutete er als zum Bogen für Naulochos gehörend, der durch den Actiumbogen ersetzt worden sei. Der Partherbogen aber habe auf der Nordseite des Tempels gestanden, Bogen und Basilica Aemilia hätten eine bauliche Einheit gebildet und wären ineinander verschnitten worden. In den Jahren 1986 und 1987 wurde der in Frage stehende Fundamentbereich abermals untersucht, diesmal von Elisabeth Nedergaard. Wichtigstes Ergebnis war der Nachweis, dass die beiden Fundamente östlich des dreitorigen Bogens unterschiedlicher Zeitstellung waren: Das nördliche wurde in zwei Phasen angelegt, die beide älter als der dreitorige Bogen waren; das südliche war hingegen jünger als das Fundament des dreitorigen Bogens, da es dieses überfing. Damit ist die Möglichkeit ausgeschlossen, im Bereich des Caesartempels drei Bögen unterzubringen. Das Fundament, auf dem der dreitorige Bogen südlich des Tempels stand, ist aus einer Platte in opus caementicium gegossen und muss zwischen 29 v. Chr., der Einweihung des Tempels für Caesar, und 6 n. Chr. errichtet worden sein, bevor der Castortempel mit seiner östlichen Treppenflucht den südlichsten Durchgang des dreitorigen Bogens berücksichtigen konnte. Auch Nedergaard bezieht alle dreitorigen Münzdarstellungen auf den Partherbogen, den sie südlich des Caesartempels lokalisiert. Alle mit den Bögen in Verbindung gebrachten Bauglieder weist sie ebenso diesem Bogen zu wie die Fasti Capitolini, die möglicherweise an einem der Bögen angebracht waren. Den Standort des Actiumbogens lässt sie hingegen offen.

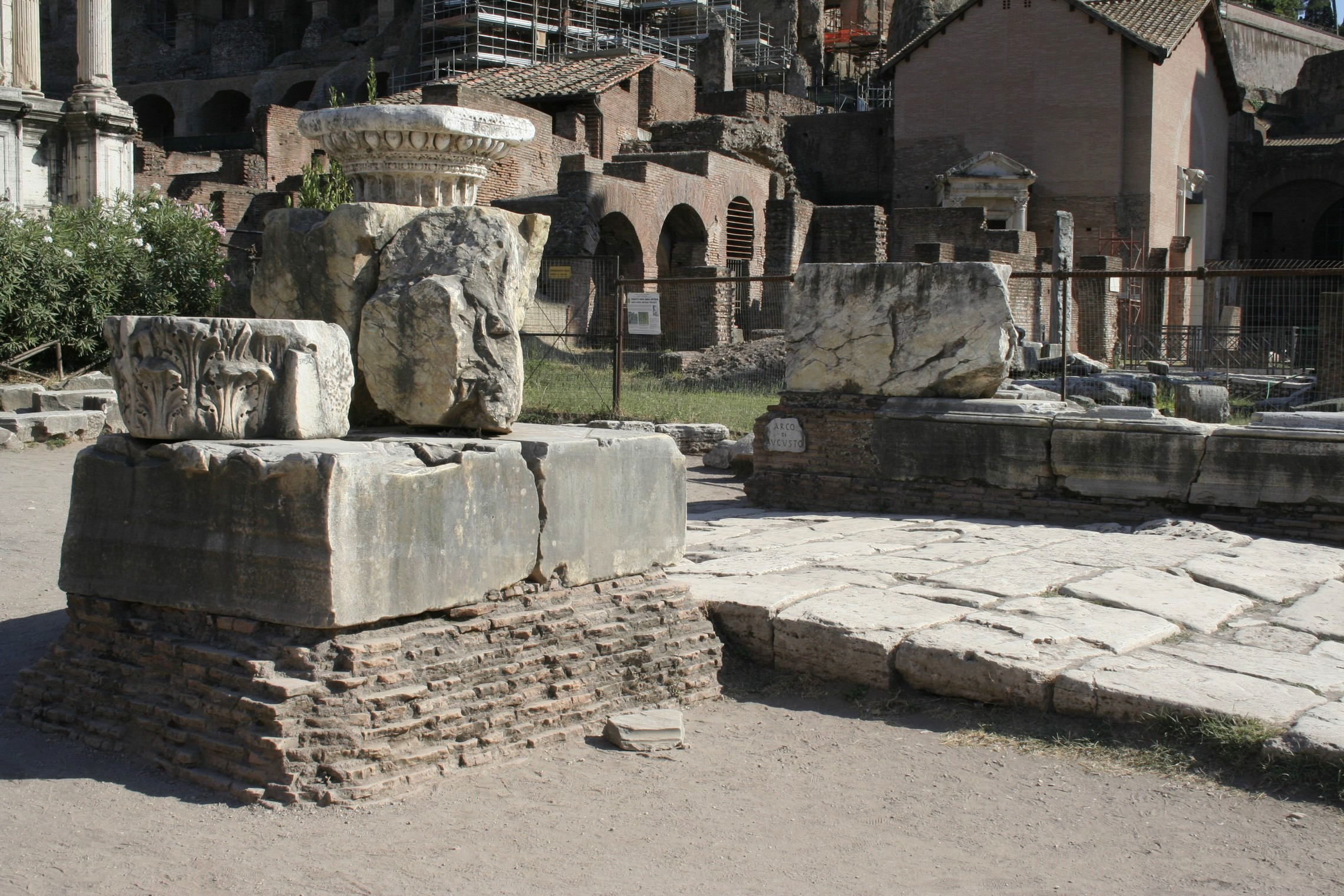
Reste des Bogens südlich des Caesartempels, Blick nach Süden

Dass der Bau des Actiumbogens je ausgeführt wurde und sich in der Nähe des Caesartempels befand, wurde – neben dem unpräzisen Zeugnis des Cassius Dio – allgemein aus einer 2,67 Meter langen, verlorenen Inschrift geschlossen, die 1546/47 gefunden wurde, als man das Forum nach Baumaterial für den Petersdom durchwühlte. Sie stammte aus dem Jahr 29 v. Chr. und wurde für Octavian als Bewahrer des Staates gesetzt. Ihr genauer Fundort ist unbekannt und schwankt je nach Autor: „in dem Gebäude, zu dem die Fasti Capitolini gehören“ oder „nahe den Säulen des Castortempels“ oder „vor der Portikus der Faustina“, also dem Tempel des Antoninus Pius und der Faustina am Nordrand des Forums. Die Angaben streuen demnach über das östliche Forumsende. Die Zugehörigkeit zu einem Bogenmonument auf dem Forum Romanum ist jedoch nicht nachgewiesen, die geringe Breite macht es eher unwahrscheinlich, dass die Inschrift zum Bogen südlich des Caesartempels gehörte, da dessen Mitteldurchgang eine lichte Weite von knapp 4 Metern hatte. Man hielt die Inschrift daher entweder für eine verkleinerte Kopie der Inschrift oder unterstellte, dass sie am Partherbogen nur wiederwandt wurde und von dem kleineren Actiumbogen stammte. Der Actiumbogen aber hätte dem Partherbogen Platz gemacht.
Bislang konnte der Standort des Actiumbogens, eines der wichtigsten Monumente der frühaugusteischen Selbstdarstellung und Propaganda, nicht ermittelt werden. Doch besteht die Möglichkeit, dass der Bogen in den bislang noch nicht freigelegten Arealen des Forum Romanum zu finden ist.

## Stellung des Baus

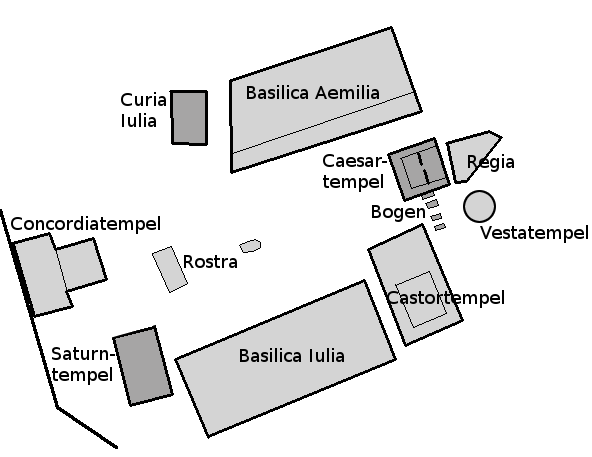
Forum Romanum um 20 v. Chr.; dunkelgrau: die zwischen 30 und 20 v. Chr. eingeweihten oder erneuerten Bauten

Ungeachtet der Lokalisierungsprobleme, die mit dem Bogen verbunden sind, hatte er eine wichtige Stellung in der Baupolitik Octavians. Er war einer der ersten triumphalen Memorialbauten, auch wenn bereits 121 v. Chr. der Fornix Fabianus errichtet und 56 v. Chr. auch noch einmal restauriert worden war und unsere Kenntnis des Bogens für Naulochos gering ist. Darüber hinaus fügte er sich in die Reihe an Denkmälern, die den Sieg bei Actium veranschaulichten und die Erinnerung an ihn, vor allem aber auch seine Folgen wachhielten: die Schmückung der Podiumsfront am Caesartempel mit den Rostra aus der Schlacht, die Aufstellung von Beutestücken im Tempel selbst, die Ausschmückung der 29 v. Chr. neu eingeweihten Curia Iulia mit einer Victoria auf dem First, die Aufstellung eines Viersäulenmonuments, das aus der Bronze der vor Actium gekaperten Schiffschnäbel gegossen wurde. Auch wenn der Sieg über einen inneren Gegner selbst nicht direkt thematisiert wurde, war der Zusammenhang offensichtlich. In dieses Bild fügte sich der Bogen für den Sieg bei Actium, auch wenn er offiziell über Kleopatra gewonnen worden war.
Zugleich war der Bogen Bestandteil einer grundlegenden Umgestaltung des Forum Romanum, die schon vor Actium in Angriff genommen worden war, nun aber ein anderes Gesicht bekam. Die Ostseite wurde nun begrenzt und besetzt von dem im Jahr 42 v. Chr. durch den Senat gelobten Tempel für den Divus Iulius, der einen Tag nach dem dreifachen Triumph Octavians eingeweiht wurde. Im gleichen Jahr wurde auf der gegenüberliegenden Seite des Forums die Curia Iulia eingeweiht – beides marmorne Prachtbauten, die in ihrem von Travertinbauten bestimmten Umfeld herausstachen. Weitere Bauten folgten. So erneuerte Lucius Munatius Plancus, der in einer Senatssitzung des Jahres 27 v. Chr. die Verleihung des Augustustitel an Octavian beantragt hatte, den Saturntempel und ließ in den Giebelfeldern Tritonen anbringen, bekannte Sinnbilder für die Hilfe, die Octavian seitens der Götter bei Actium erhalten hatte. In dieser emotionalen Aufladung der Forumsbauten fand der Actiumbogen sein natürliches Ambiente, das er zugleich bestärkte. Aus diesem Grund wird aber auch der Vorschlag, der Bogen sei zu Gunsten des Partherbogens niedergelegt worden, nicht zuletzt auch um die Hervorhebung des Sieges bei Actium zurückzunehmen, zumeist abgelehnt.